# Campeonato Brasileiro Série B 2014
Die Campeonato Brasileiro Série B 2014 war die 33. Spielzeit der zweiten Fußballliga Brasiliens.
Der Wettbewerb startete am 18. April 2014 in seine Saison und endete am 29. November 2014. Die Meisterschaft wurde vom nationalen Verband CBF ausgerichtet. Der Joinville EC konnte am Ende der Saison die Meisterschaft feiern.

## Teilnehmer
Die Teilnehmer waren:
| Bundesstaat         | Klub                | Qualifikation    | Ergebnis |
| ------------------- | ------------------- | ---------------- | -------- |
| Ceará               | Ceará SC            | 7. Série B 2013  | 8.       |
| Ceará               | ADRC Icasa          | 5. Série B 2013  | 18. ▼    |
| Goiás               | Atlético Goianiense | 16. Série B 2013 | 7.       |
| Goiás               | Vila Nova FC        | 4. Série C 2013  | 19. ▼    |
| Maranhão            | Sampaio Corrêa FC   | 2. Série C 2013  | 10.      |
| Mato Grosso         | Luverdense EC       | 3. Série C 2013  | 12.      |
| Minas Gerais        | América Mineiro     | 9. Série B 2013  | 5.       |
| Minas Gerais        | Boa EC              | 11. Série B 2013 | 6.       |
| Paraná              | Paraná Clube        | 8. Série B 2013  | 11.      |
| Pernambuco          | Náutico Capibaribe  | 20. Série A 2013 | 13.      |
| Pernambuco          | Santa Cruz FC       | 1. Série C 2013  | 9.       |
| Rio de Janeiro      | CR Vasco da Gama    | 18. Série A 2013 | 3. ▲     |
| Rio Grande do Norte | ABC Natal           | 14. Série B 2013 | 14.      |
| Rio Grande do Norte | América FC (RN)     | 13. Série B 2013 | 17. ▼    |
| Santa Catarina      | Avaí FC             | 10. Série B 2013 | 4. ▲     |
| Santa Catarina      | Joinville EC        | 6. Série B 2013  | 1. ▲     |
| São Paulo           | CA Bragantino       | 12. Série B 2013 | 16.      |
| São Paulo           | Oeste FC            | 15. Série B 2013 | 15.      |
| São Paulo           | AA Ponte Preta      | 19. Série A 2013 | 2. ▲     |
| São Paulo           | Portuguesa          | 17. Série A 2013 | 20. ▼    |

## Saisonverlauf
Die vier Besten stiegen in die erste Liga 2015 auf. Die vier schlechtesten stiegen in die Série C 2015 ab.
Nach dem zehnten Spieltag wurde der Spielbetrieb während der Austragung der Fußball-Weltmeisterschaft 2014 unterbrochen.

### Klage durch Portuguesa
Portuguesa hatte gegen seinen Abstieg in die Série B 2014 Klage erhoben. Der Klub war zu dem Abstieg verurteilt worden, nachdem dieser den Spieler Héverton am letzten Spieltag der Série A 2013 irregular einsetzte. Héverton hatte nach dem 36. Spieltag eine Sperre für zwei Spiele erhalten. Trotzdem wurde er von dem Klub am 38. Spieltag, dem letzten der Saison, im Heimspiel gegen Grêmio Porto Alegre in der 78. Minute für Wanderson eingewechselt. Aufgrund diesen Einsatzes wurde Portuguesa durch den Sportsgerichtshof STJD mit einem Abzug von vier Punkten bestraft. Dadurch fiel der Klub in der Abschlusstabelle von Rang zwölf auf den 17. Platz, welcher einen Abstiegsplatz darstellte.
Nach dem negativen Ergebnis vor dem Sportgericht wandte sich Portuguesa an ein Zivilgericht. Am 2. April 2014 bekam der Klub vor diesem Recht. Der CBF wurde gezwungen, dem Klub die verlorenen Punkte zurückzugeben und das Ergebnis des STJD für ungültig zu erklären. Der Verband konnte diese einstweilige Verfügung durch Gerichtshof von São Paulo annullieren lassen.
In den folgenden Monaten kam es zu weiteren einstweiligen Verfügungen, die alle das Ziel hatten, Portuguesa in der Série A zu halten. Der CBF konnte aber alle Verfügungen gerichtlich abweisen lassen und veröffentlichte seine Spielpläne für 2014 mit Portuguesa in der Série B. Am Tag vor dem ersten Spiel der Saison am 18. April 2014 auswärts gegen den Joinville EC, erfuhr der Klub von einer weiteren einstweiligen Verfügung. Einer Bitte an den CBF, aufgrund der Verfügung, das Spiel zu verschieben wurde nicht entsprochen. Der Klub trat daher unter Vorbehalt zum Spiel an. 18 Minuten an Anpfiff der Begegnung traf die Verfügung ein und die Offiziellen von Portuguesa beschlossen die Partie zu beenden. Nachdem die Mannschaft von Portuguesa nach 30 Minuten Wartezeit nicht wieder auf den Platz zurückgekehrt war, erklärte der Schiedsrichter das Treffen für beendet. Der STJD wertete das Spiel mit 3:0 für Joinville und belegte Portuguesa mit einer Strafe von 50.000 Real.
Am Ende der Saison belegte der Klub den letzten Tabellenplatz und stieg in die Série C ab.

### Klage durch Icasa
Am 15. April, drei Tage nach Beginn des Wettbewerbs, erwirkte der ADRC Icasa eine einstweilige Verfügung vor einem Gericht in Rio de Janeiro. Mit diesem Urteil erwirkte der Klub die Berechtigung zur Teilnahme an der Série A 2014. Icasa hat in seiner Klage argumentiert, dass der Tabellenvierte des Vorjahres, der Figueirense FC am 28. April 2013 im Spiel gegen América Mineiro einen Spieler irregulär einsetzte. Der STJD stellte fest, dass die Klage in der Sache berechtigt war, aber die Frist für eine Einreichung abgelaufen war. Aufgrund dessen war der CBF in der Lage, die einstweilige Verfügung aufzuheben. Icasa verblieb daher in der Serie B.

### Punktabzug América Mineiro
Am 15. September wurde América Mineiro mit dem Verlust von 21 Punkten für die irreguläre Aufstellung von Eduardo bestraft. Der Spieler war in der Saison bereits für den São Bernardo FC in der Staatsmeisterschaft von São Paulo sowie für Portuguesa in der Série B angetreten. Nach den Regularien des CBF durfte ein Spieler aber in einer Saison für nicht mehr wie zwei Klubs in den nationalen Wettbewerben antreten. Eduardo war in einem Spiel eingesetzt worden und saß bei dreien auf der Reservebank. Am 2. Oktober reduzierte der STJD die Strafe auf sechs Punkte und eine Geldstrafe von 20.000 Real. Der STJD wertete nur den eigentlichen Einsatz von Eduardo. Ohne diesen Punktabzug wäre der Klub in die Série A 2015 aufgestiegen.

## Tabelle
| Pl. | Verein                 | Sp. | S  | U  | N  | Tore    | Diff. | Punkte |
| --- | ---------------------- | --- | -- | -- | -- | ------- | ----- | ------ |
| 1.  | Joinville EC           | 38  | 21 | 7  | 10 | 054:330 | +21   | 70     |
| 2.  | AA Ponte Preta (A)     | 38  | 19 | 12 | 7  | 061:380 | +23   | 69     |
| 3.  | CR Vasco da Gama (A)   | 38  | 16 | 15 | 7  | 050:360 | +14   | 63     |
| 4.  | Avaí FC                | 38  | 18 | 8  | 12 | 047:400 | +7    | 62     |
| 5.  | América Mineiro        | 38  | 20 | 7  | 11 | 059:390 | +20   | 61     |
| 6.  | Boa EC                 | 38  | 18 | 5  | 15 | 051:480 | +3    | 59     |
| 7.  | Atlético Goianiense    | 38  | 17 | 8  | 13 | 054:490 | +5    | 59     |
| 8.  | Ceará SC               | 38  | 16 | 9  | 13 | 058:530 | +5    | 57     |
| 9.  | Santa Cruz FC (C)      | 38  | 14 | 13 | 11 | 051:380 | +13   | 55     |
| 10. | Sampaio Corrêa FC (C)  | 38  | 13 | 14 | 11 | 054:460 | +8    | 53     |
| 11. | Paraná Clube           | 38  | 13 | 12 | 13 | 045:430 | +2    | 51     |
| 12. | Luverdense EC (C)      | 38  | 15 | 5  | 18 | 040:460 | −6    | 50     |
| 13. | Náutico Capibaribe (A) | 38  | 14 | 8  | 16 | 040:470 | −7    | 50     |
| 14. | ABC Natal              | 38  | 14 | 6  | 18 | 034:400 | −6    | 48     |
| 15. | Oeste FC               | 38  | 12 | 12 | 14 | 039:480 | −9    | 48     |
| 16. | CA Bragantino          | 38  | 13 | 7  | 18 | 045:550 | −10   | 46     |
| 17. | América FC (RN)        | 38  | 12 | 7  | 19 | 044:530 | −9    | 43     |
| 18. | ADRC Icasa             | 38  | 11 | 10 | 17 | 034:430 | −9    | 43     |
| 19. | Vila Nova FC (C)       | 38  | 10 | 2  | 26 | 035:700 | −35   | 32     |
| 20. | Portuguesa (A)         | 38  | 4  | 13 | 21 | 029:590 | −30   | 25     |

| (A) | Absteiger aus Série A 2013  |
| (C) | Aufsteiger aus Série C 2013 |

## Torschützenliste
| Pl. | Nat.        | Spieler          | Klub            | Tore |
| --- | ----------- | ---------------- | --------------- | ---- |
| 1   | Brasilianer | Magno Alves      | Ceará SC        | 18   |
| 2   | Brasilianer | Tomás Bastos     | América FC (RN) | 15   |
|     | Brasilianer | Rodrigo Pimpão   | Boa EC          | 15   |
| 4   | Brasilianer | Léo Gamalho      | Santa Cruz FC   | 13   |
|     | Brasilianer | Obina            | América Mineiro | 13   |
| 6   | Brasilianer | Alexandro Créu   | AA Ponte Preta  | 12   |
|     | Brasilianer | Jael Ferreira    | Joinville EC    | 12   |
|     | Brasilianer | Edigar Junio     | Joinville EC    | 12   |
| 9   | Brasilianer | Fernando Karanga | Boa EC          | 11   |